# モルドハウ

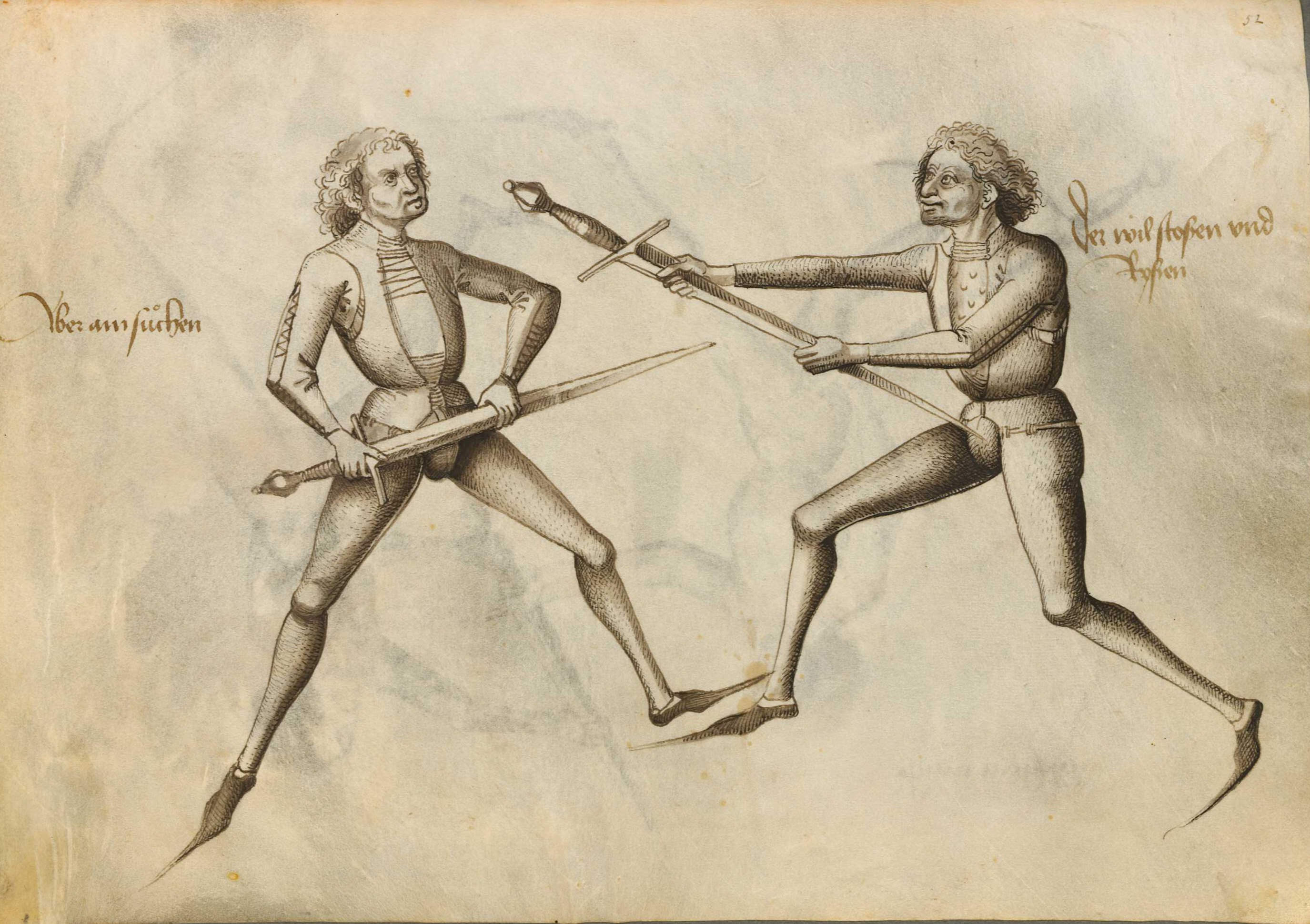
ハンス・タールホファーの武術書（1467年製）より。右の剣士がモルドハウをしかけている。

モルドハウ（ドイツ語: Mordhau）、またはモルドシュトライヒ（ドイツ語: Mordstreich）、モルドシュラーグ（ドイツ語: Mordschlag）はドイツ式西洋剣術における技法の1つ。剣を逆さに持ち、柄頭で殴りつけるという奇抜な技法である。
モルドハウは「殺人的な一撃」、あるいは「必殺の一撃」ほどの意味で、ヨハンネス・リヒテナウアーはシュラシェンデン・オルト（ドイツ語: Schlachenden ort、「打ち壊す箇所」ほどの意）と呼んだが、同時に柄頭を指した言葉である。また、トゥンルシュラーグ（ドイツ語: Tunrschlag、「雷撃」ほどの意）という呼び名もある。

## 概要

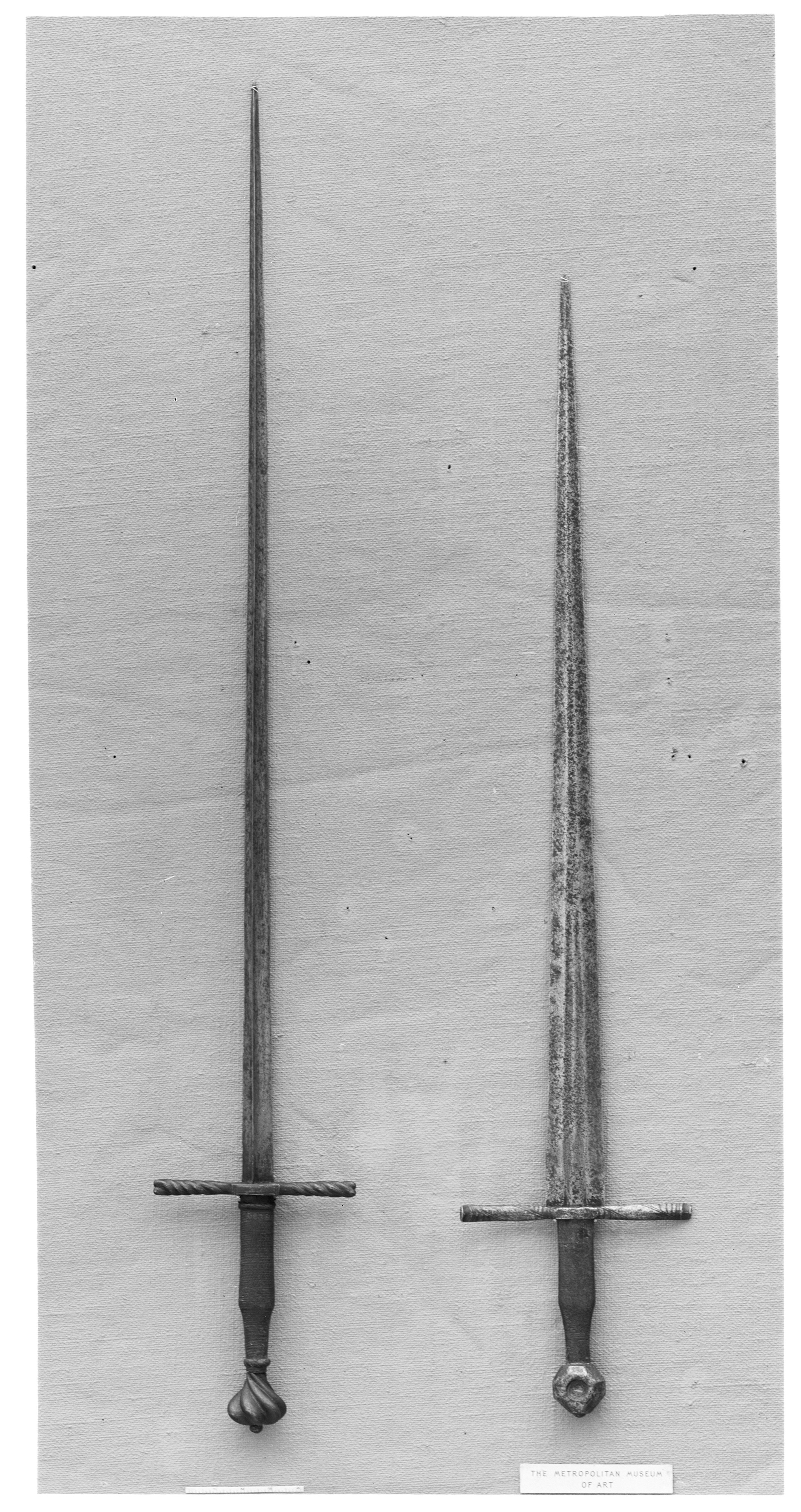
1525年製のエストック（メトロポリタン美術館所蔵）

剣を逆さに持って殴りつけるというある種原始的な行為自体がいつ頃から行われていたかは不明だが、それが有効的な戦術として確立したのは剣そのものにおける鉄工技術の発展が影響している。
中世ヨーロッパにおける剣の技術的発展は1350年代頃、武器における鋼鉄の製造技術が確立された時期である。14世紀以前の剣、オークショットの刀剣類型では14番以前の剣は刀身に十分な強度がなく、より厚く太めで重心のある代物だった。戦法も重たい刀身による衝撃力を生かして上段から叩き割るのが常套であり、わざわざ逆さに持つ理由がなかった。それを示すように、14世紀以前の剣における柄頭は軽い円環型をしているものが多かった。
対して14世紀以降の剣、分類法15番の剣は、刀身は長くて細身、そして刃先に向かうほど細くなっている。この時代には、プレートアーマーが登場して従前の片手剣による衝撃では十分なダメージを与えることができなくなった事から、斬撃から刺突へと剣術の用途が変化していった。その結果、鎧の隙間を突くハーフソードの技法が生まれ、剣そのものも刺突に向いたエストックのような硬く折れ曲がらない剣が登場した。剣は両手で持つようになり、長くなった柄の方が重たくなった事から新しい戦法としてモルドハウが編み出された。この時期から、柄頭には重たい真鍮製の玉が据え付けられるようになる。
モルドハウについて、リヒテナウアーは自分から最も近い部位を狙うように指示している。すなわち、相手の前腕や膝下である。モルドハウは相手の肘や膝、指先といった関節部分を狙い骨折させることが主目的であるが、あるいはハーフソードの構えから、突きと見せかけて柄頭を振り回す奇襲戦法や、攻防の末に腕を払い除け、無防備の顔面にライフル銃の銃床を叩きつけるように柄頭を突き出す戦法もある。このように、モルドハウはハーフソードと一体化した戦法であるが、ハーフソードに比べて動作が大きく隙も生じやすい。その動作自体も単純なので、15世紀の剣術書ではむしろモルドハウに対するカウンター技の方に注力されている。
これが相手が完全に無防備である場合、すなわち転倒している状態にあってはモルドハウはより野蛮な戦法、大上段から振りかぶって頭部への“とどめの一撃”を取ることになる。重装歩兵による肉弾戦だった15世紀の戦争において、万全の防御力を誇ったプレートアーマーはその反面、排熱性の悪さから体力の消耗が著しい代物であり、転倒からの立て直しは困難であった。これが長時間の戦闘の末に敗戦ともなれば、鎧兜を脱ぎ捨てての敗走となり、疲労困憊で倒れ込んだ敗残兵にはモルドハウ、ポールアックス、ウォーハンマーといった15世紀の戦闘を彩った“頭を粉砕する武器”が振り下ろされた。その代表例が、1461年に薔薇戦争の中で繰り広げられたタウトンの戦いである。
1996年に戦場近辺にて戦死者を埋めた縦坑が発見され、60体以上の白骨が発掘された。その内検査された27の頭蓋骨には、それぞれ合計113の傷（4対1の比率）が見つかり、その多くが外傷のレベルを認識する前に完全な再建が必要だったが、これは、襲撃者が殴打している間、他の者が襲撃者を脅かしていなかったことを明確に示している。ほとんどの攻撃は右利きの襲撃者によって正面から行われたが、頭部への切り傷や打撃の中には、被害者が地面に倒れている間に背後や上から与えられたものもあった。

### 刀身を掴む問題
現代における中世ヨーロッパ武術の再現、いわゆるHEMA（Historical Europian Martial Arts）の愛好者にとってモルドハウは、そもそも刀身を掴むことで自らの手を傷つけたりはしないのかという疑問があり議論されている。議論の原因として、ハンス・タールホファーの武術書にあるイラストの多くが、素手で刀身を掴んでいるからである。現代の西洋武術研究家、クリスチャン・トブラーはタールホファーが絵師に武術書でのイラストを発注する段階で、お金のかかる鎧姿での描写を省略したのではないかと推測している。

## フィクション作品におけるモルドハウ

### アニメ
- 『純潔のマリア』

石川雅之による漫画のアニメ版。百年戦争当時のフランスが舞台であり、アニメ版では中世フランスの描写が加筆脚色されている。公式サイトにおいて、モルドハウに関するスタッフ解説がある。

### 漫画
- 『狼の口 〜ヴォルフスムント〜』

ハプスブルグ家の騎士達が甲冑姿でモルドハウの構えをとり打撃を繰り出す描写がたびたび見られる。